# Wallflip
Wallflip ist ein Fachbegriff des Parkour-Sports. Er bezeichnet einen Trick, der hauptsächlich aus einem oder mehreren Schritten an einer Wand und einem darauf folgenden Rückwärtssalto besteht.
Dieser Trick wird oft im Sport Free Running durchgeführt, der Elemente aus dem Turnen und dem Parkour vereint. Bei einem Wallflip läuft man in mittlerem Tempo auf eine Wand (oder andere Oberfläche, die vertikal oder nahezu vertikal ist) und platziert seinen Fuß auf der Oberfläche. Danach drückt man sich mit genug Kraft nach oben und gleichzeitig von der Wand weg, um die 3-Viertel-Rotation zu vollenden, und landet wieder auf den Füßen.

## Variationen
Two-Step Wallflip

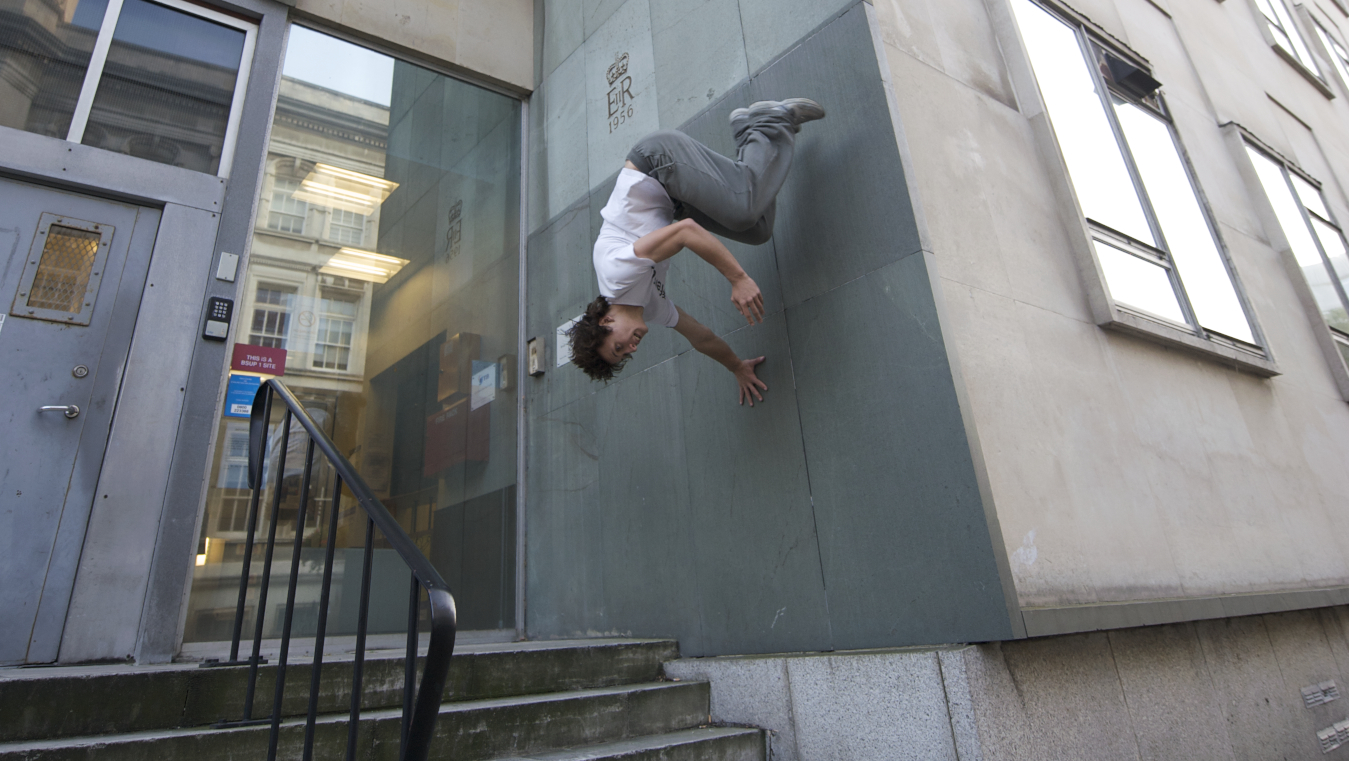

Dieser ist identisch zum „One-Step Wallflip“. Bei der Durchführung macht man einen weiteren Schritt an der Wand, also insgesamt zwei Schritte. Dieser Trick kann mit beiden Füßen als erstes durchgeführt werden; Anfänger sollten beim ersten Schritt ihren nicht dominanten Fuß verwenden, um beim zweiten Schritt mehr Kraft zum Abdrücken und Vollenden der Umdrehung zu haben
Three-Step Wallflip

Der „Three-Step Wallflip“ ist ebenfalls ein Wallflip, wird aber mit drei Schritten ausgeführt. Dabei ist gleichgültig, welche Schrittkombination man verwendet. Anfänger sollten sich aber mit ihrem dominanten Fuß zuerst abdrücken, dadurch wird der letzte Schritt mit dem dominanten Bein ausgeführt, was die Vollendung des Flips erleichtert.
Four-Step Wallflip

Der Wallflip mit vier Schritten ist ungewöhnlich und wird in der Regel innerhalb einer Sporthalle ausgeführt.
Wallflip Twist

Dieser Trick fängt wie der übliche Wallflip an, indem der Ausführende auf eine Wand zuläuft und seinen Fuß auf der Oberfläche platziert. Nach des Fußes auf der Wand dreht der Ausführende den Oberkörper um eine halbe Umdrehung, während er sich gleichzeitig abdrückt, um den Flip auszuführen. Dadurch landet der Artist mit dem Rücken zur Wand.
Wall-to-Wall Flip

Der Wall-to-Wall Flip bezieht mehr als eine Wand mit ein. Der Sportler läuft auf eine Oberfläche zu und platziert dort einen Fuß, springt oder rennt danach auf die zweite Oberfläche (meistens bei einer 90 Grad Ecke) und stößt sich dann mit dem anderen Fuß, ab um die Umdrehung zu vollenden. Dieser Trick kann mit jeder Kombination an Schritten oder Richtungen ausgeführt werden.
Wallflip Full Twist

Der Trick beginnt mit dem Platzieren des Fußes auf einer Wand, dann stößt sich der Ausführende von der Wand ab, um einen  Rückwärtssalto und eine 360°- Umdrehung während des Backflips durchzuführen. Nach dem Vollenden beider Rotationen landet der Sportler nicht mit dem Rücken, sondern mit dem Blick zur Wand.

## Fehlerbehebung
Der Wallflip ist ein einfacher Trick, da er nur aus einer Drei-viertel-Umdrehung anstelle einer ganzen Umdrehung besteht. Das eine Viertel fällt weg, da der Trick auf einer vertikalen Ebene beginnt. Um den Wallflip korrekt auszuführen, muss man sich gleichzeitig nach oben und von der Wand weg drücken. Durch das Abdrücken von der Wand kann der Durchführende nicht mit der Oberfläche in Kontakt kommen. Die Kraft nach oben bringt Höhe und stärkt die Rotation, um eine korrekte Landung zu garantieren.
Um die Angst davor zu überwinden, die Umdrehung nicht ganz zu vollenden, können ein oder zwei Spotter genutzt werden. Diese sollten seitlich des Ausführenden stehen, um, wenn nötig, bei der Rotation nachzuhelfen.